# Corazón (álbum)
Corazón es un álbum de estudio del compositor estadounidense Percy Faith. Fue publicado a finales de octubre de 1973 a través de Columbia Records.
En 2002, el sello discográfico Collectables reeditó el álbum en CD junto con My Love.

## Recepción de la crítica
Un escritor no especificado de la revista Billboard escribió: “Faith tiene el talento de crear diálogos entre cuerdas, voces y lengüetas. Con su toque distintivo, ya sea en el probado «Corazón» hecho en un fluido estilo latino, o en el amplio y arrollador «Beautiful Obsession» con su inquietante melodía, Faith une todos los ingredientes para que se fusionen de manera distintiva. «Someone Who Cares» con sus hermosos violonchelos de rango bajo y sus violines de rango medio son una experiencia relajante. Las voces se agregan en las tut para dar énfasis y eso también es agradable”.

## Lista de canciones
| Lado uno |                       |                                   |          |  |
| N.º      | Título                | Escritor(es)                      | Duración |  |
| 1.       | «Corazón»             | Carole King                       | 3:12     |  |
| 2.       | «Beautiful Obsession» | Ernie Freeman, Joe Saraceno       | 3:30     |  |
| 3.       | «Enter the Dragon»    | Lalo Schifrin                     | 3:17     |  |
| 4.       | «Someone Who Cares»   | Alex Harvey                       | 3:25     |  |
| 5.       | «Our Love»            | Percy Faith                       | 2:29     |  |
| 6.       | «Vado Via»            | Luigi Albertelli, Enrico Riccardi | 2:55     |  |

| Lado dos |                          |                              |          |  |
| N.º      | Título                   | Escritor(es)                 | Duración |  |
| 1.       | «Crunchy Granola Suite»  | Neil Diamond                 | 3:05     |  |
| 2.       | «My Heart Cries for You» | Faith, Carl Sigmund          | 4:15     |  |
| 3.       | «Pata Pata»              | Miriam Makeba, Jerry Ragovoy | 3:00     |  |
| 4.       | «When I Fall in Love»    | Victor Young, Edward Heyman  | 3:40     |  |
| 5.       | «First Light»            | Freddie Hubbard              | 4:20     |  |

## Créditos y personal
Créditos adaptados desde las notas de álbum de Corazón.
Músicos
- Clark Gassman – piano eléctrico (3)
- Pete Christlieb – saxofón tenor (3)
- Bill Mays – órgano (3), piano eléctrico (11)
- Erno Neufeld – violín
- Hyman Goodman – violín
- Earl Palmer – percusión
- Hal Blaine – percusión
- Gene Pello – percusión
- Jack Arnold – percusión
- Reinie Press – bajo eléctrico
- Joe Osborn – bajo eléctrico
- Bill Torma – bajo eléctrico
- Al Casey – guitarras
- Bill Pitman – guitarras
- Tom Morell – guitarras

Personal técnico
- Percy Jackson – arreglos, conductor
- Ted Glasser – productor
- Ray Gerhardt – ingeniero de audio
- Ed Barton – mezclas (2, 3, 9, 10)
- Ellen Landweber – collage
- Nancy Donald – diseño de portada